# Ramón I de Moncada
Ramón de Moncada (1150-1190 o 1191) fue señor de Tortosa y un diplomático perteneciente a la familia noble de los Moncada

## Biografía
Hijo de Guillermo Ramón I de Moncada, llamado El Gran Senescal y Beatriz de Moncada. Parece que compartió conjuntamente con su padre el título de senescal desde el año 1171 hasta la muerte de Guillermo Ramón en 1173. Fue diplomático de la Corona con Ramón VI de Tolosa, Alfonso VIII de Castilla, Fernando II de León, Alfonso IX de León e incluso con el emperador de Constantinopla, donde gestionó el fallido matrimonio del conde Ramón Berenguer IV de Provenza con Eudoxia Comnena.

## Descendencia
Se casó con Ramona de Tornamira, con quien tuvo varios hijos, entre ellos:
- Guillermo Ramón II de Moncada, heredero de la senescalía.[1]
- Ramón II de Moncada, señor de Tortosa que falleció durante la conquista de Mallorca durante la Batalla de Portopí
- Felipa de Moncada, casada con Raimundo Roger de Foix

| Precedido por: Guillermo Ramón I de Moncada | Senescal de Barcelona 1173 - 1181 | Sucedido por: Guillermo Ramón II de Moncada |